# Steinstraße 13 d

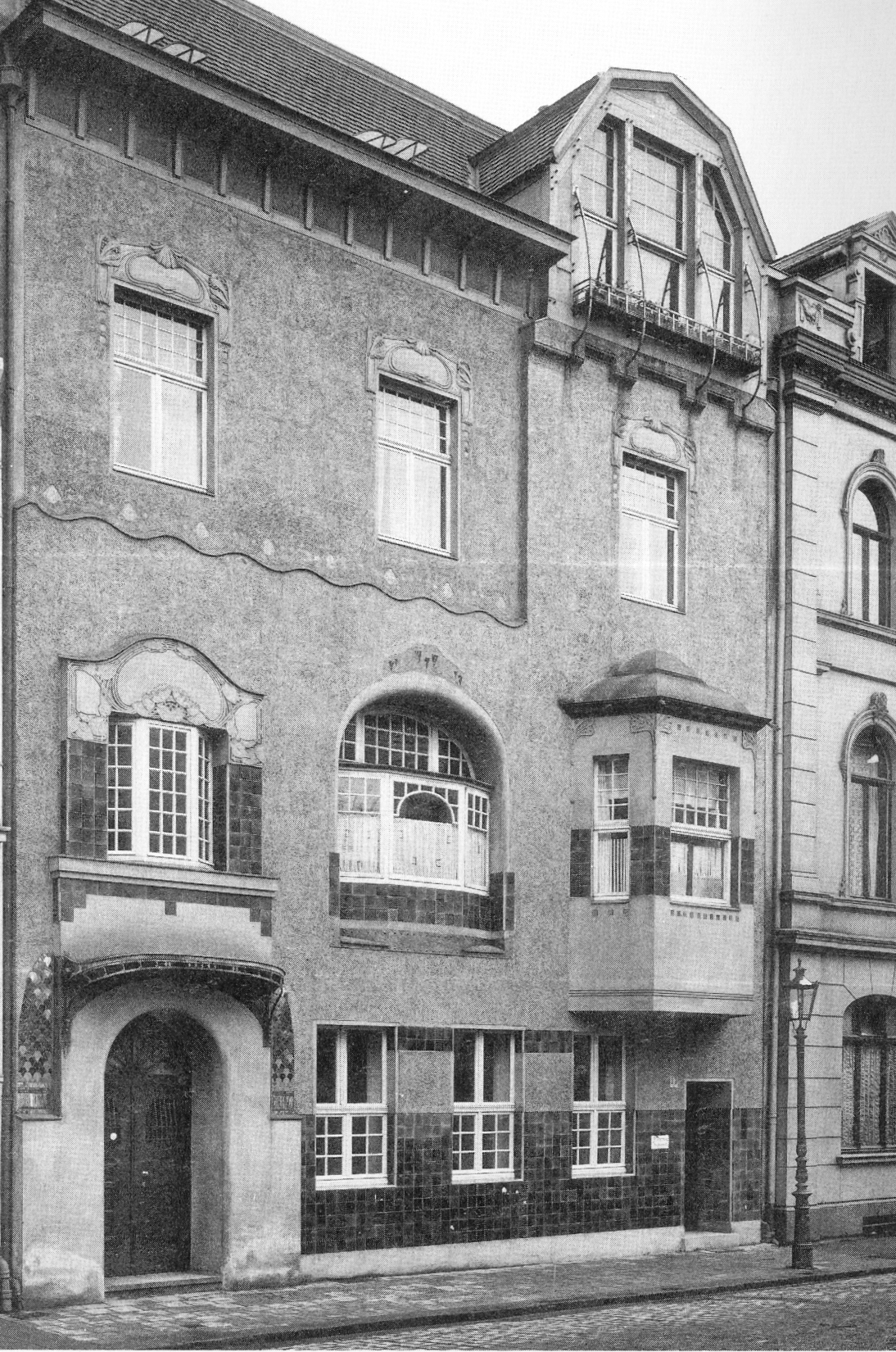
Steinstraße 13

Das Haus Steinstraße 13 d in Düsseldorf wurde vom Oktober 1903 bis Juni 1904 von dem Architekten Richard Bauer als dreigeschossiges Wohnhaus erbaut.
Das Haus war „eine Vereinigung der Wohnung mit den Geschäftsräumen für einen Rechtsanwalt“. Ein großer Eingang mit Rundbogenabschluss erschloss die Wohnbereiche, während ein kleinerer, separater Eingang auf der rechten Seite zu den Büroräumen im Erdgeschoss führte. Dort befanden sich auch die Wirtschaftsräume. In den beiden Obergeschossen lagen die Wohnräume des Bauherrn. Das erste Obergeschoss enthielt drei Wohnzimmer, ein Erkerzimmer und das Speisezimmer mit Wintergarten, die sich um eine Diele gruppierten. Die eingeschossige Diele war „bemerkenswert“ gestaltet, sie zeigte eine sehr große Kaminnische und trug den Charakter eines behaglichen Wohnraums. Das zweite Obergeschoss hatte drei Wohnzimmer, zwei Schlafzimmer, das Badezimmer und ein Gästezimmer. Die Fassade war teilweise in glattem, graublauem Spritzputz ausgeführt, wobei dunkelblaue, wetterfeste Platten und Einlagen von Opaleszentglas verwendet wurden. Das an der Fassade verwendete Holzwerk war in blauer Farbe mit gelben Ornamenten gehalten. Das Dach war mit roten Biberschwänzen eingedeckt, der Erker und die Überdachung über der Eingangstür mit Kupfer. Die verschiedenartig behandelten Putzflächen und die Verwendung farbiger Fliesen belebten die Fassaden. Das Gebäude ist nicht erhalten geblieben. An dieser Stelle befindet sich heute ein Eingang zur Kö-Galerie.